# Brazii (Ialomița)
Brazii è un comune della Romania di 1 288 abitanti, ubicato nel distretto di Ialomița, nella regione storica della Muntenia.
Il comune è formato dall'unione di 3 villaggi: Brazii, Movileanca, Răsimnicea.